# Липки (Житомирская область)
Ли́пки (укр. Липки) — село на Украине, основано в 1625 году, находится в Попельнянском районе Житомирской области.
Код КОАТУУ — 1824783301. Население по переписи 2021 года составляет 648 человек. Почтовый индекс — 13521. Телефонный код — 4137. Занимает площадь 3,993 км².
Село Липки — родина Героя Советского Союза Яковенко Василия Гордеевича.

## Адрес местного совета
13521, Житомирская область, Попельнянский р-н, с. Липки, ул. Октябрьской революции